# Quinto Fábio Vibulano (cônsul em 467 a.C.)
Quinto Fábio Vibulano (em latim:  Quintus Fabius Vibulanus) foi um político da gente Fábia nos primeiros anos da República Romana eleito cônsul por três vezes, em 467, 465 e 459 a.C., com Tibério Emílio Mamerco, em seu segundo consulado, Tito Quíncio Capitolino Barbato, em seu terceiro consulado, e Lúcio Cornélio Maluginense Uritino respectivamente. Foi um dos decênviros do Segundo Decenvirato (450). Era filho de Marco Fábio Vibulano, cônsul em 483 e 480 a.C. e foi pai de Quinto Fábio Vibulano Ambusto, cônsul em 423 a.C., Marco Fábio Vibulano, cônsul em 442 a.C., e Numério Fábio Vibulano, cônsul em 421 a.C..
Segundo Lívio, foi o único varão da gente Fábia a ter escapado da morte depois da desastrosa campanha dos Fábios contra Veios que culminou no massacre da família na Batalha de Cremera em 477 a.C..

## Primeira consulado (467 a.C.)
Quinto Fábio foi eleito cônsul pela primeira vez com Tibério Emílio Mamerco, que novamente apoiou a Lei Agrária (Lex Cassia agraria).
Novamente houve forte discordância por parte de senadores e dos proprietários de terras, temerosos de perderem suas terras. Quinto Fábio propõs distribuir à plebe apenas as terras conquistadas dos volscos no ano anterior pelo cônsul Tito Quíncio Capitolino Barbato, fundando uma colônia perto de Anzio (em latim: Antium). Esta solução conseguiu manter a paz social na cidade, mas não agradou à população, que se sentiu afastada de casa. Somente uns poucos aderiram e uma parte das terras acabaram distribuídas entre os aliados latinos e hérnicos, e, quando não havia mais pretendentes, uma parte foi devolvida aos habitantes de Anzio.
A Quinto Fábio foi dado o comando da campanha contra os équos, que preferiram evitar o confronto e fugiram do caminho dos romanos. Delegado dos senadores, Quinto Fábio firmou a paz com os équos com uma única imposição, a de participar, a critério dos romanos, de campanhas militares às suas próprias custas. Lívio, por outro lado, relata que os tratados de paz entre romanos e équos não tiveram sucesso algum.

## Segundo consulado (465 a.C.)
Quinto Fábio foi eleito novamente em 465 a.C., desta vez com Tito Quíncio Capitolino Barbato.
Os dois cônsules invadiram o território dos équos, culpando-os de não terem mantido a paz firmada com os romanos, violando-a com seus frequentes raides. A batalha, travada perto do monte Algido, foi favorável aos romanos, que tomaram o acampamento inimigo.
Na ocasião ainda ocorriam numerosos raides équos em território romano, com um grande temor se espalhando entre os fazendeiros. Tito Quíncio encerrou a confusão perseguindo os salteadores e levando-os direto para uma emboscada preparada por Quinto Fábio, que os aniquilou definitivamente.
Neste mesmo ano, Roma realizou um censo, cujo resultado foi celebrado por Tito Quíncio: 
| “ | Em seguida foi realizado o censo e Quíncio celebrou o sacrifício final. Aparentemente, os cidadãos registrados — excluindo-se órfãos e viúvas — chegaram a 104 714. | ” |
|   | — Lívio, Ab Urbe Condita Libri III, 3. |   |

## Terceiro consulado (459 a.C.)
Finalmente, Quinto Fábio foi eleito novamente em 459 a.C. com Lúcio Cornélio Maluginense Uritino.
Durante seu terceiro mandato, conduziu o ataque contra os volscos, que estavam entrincheirados na colônia em Anzio (em latim: Antium), enquanto seu colega garantia a segurança do território romano frente a possibilidade de um ataque dos équos. Dionísio, por outro lado, relata que o ataque a Anzio e a vitória romana sobre os volscos e seus aliados rebeldes na colônia teria sido conduzida por Lúcio Cornélio.
Logo depois de derrotar os volscos, Quinto Fábio soube que os équos haviam tomado a fortaleza de Túsculo. Cientes da ajuda prestada pelos tuscolanos no ano anterior, durante a Revolta de Ápio Erdônio, os romanos imediatamente enviaram ajuda aos seus aliados. Ao final, os équos não foram derrotados pelo exército, mas pelo longo cerco. Obrigados a saírem da cidade, nus e sem armas, foram massacrados por Quinto Fábio perto do monte Algido. Naquele ponto, não restou nada mais para os équos além de aceitarem uma paz nos termos romanos. Se no relato de Lívio a reconquista de Túsculo foi longa e difícil, no de Dionísio, os équos abandonaram a cidade tão logo viram o exército romano se aproximar da cidade.
Quinto Fábio finalmente liderou seu exército contra os ecetranos, que não quiseram enfrentá-lo numa batalha campal.
Os dois cônsules, ao retornarem a Roma, receberam a honra de um triunfo, e voltaram aos seus esforços para impedir a votação da Lex Terentilia, continuando a política obstrucionista do Senado iniciada quatro anos antes.
No décimo censo, realizado no final de seu consulado, contaram-se 117 319 cidadãos romanos.

## Decenvirato
Em 450 a.C., Quinto Fábio foi eleito decênviro no Segundo Decenvirato (em latim: Decemviri Legibus Scribundis Consulari Imperio), que, apesar de produzir aquilo que estabelecia seu mandato original, a reforma do ordenamento legal romano através da criação da Lei das Doze Tábuas, foi caracterizado por um forte viés anti-popular e autoritário, tanto que os magistrados chegaram a ultrapassar os limites de seus mandatos.
No escopo da luta contra os sabinos e équos, Quinto Fábio, ajudado pelos colegas decênviros Mânio Rabuleio e Quinto Petélio Libo Visolo, foi encarregada a condução das operações contra os primeiros. Entre os seus soldados estava Lúcio Icílio, noivo de Vergínia, e Públio Numitório, tio dela, futuros tribunos da plebe.
Em 449, depois de re-estabelecidas as prerrogativas dos tribunos da plebe pelos cônsules Lúcio Valério Potito e Marco Horácio Barbato, Quinto Fábio foi acusado pelos tribunos de ações ilegais durante seu decenvirato e, por isto, foi exilado e teve seus bens confiscados,